# 荜澄茄
荜澄茄（學名：Piper cubeba），又名尾胡椒（英語：tailed pepper），是胡椒属的一种植物，被栽培以获取其果实与精油。它主要生长于爪哇岛与苏门答腊岛地区，因此有时也被叫做爪哇胡椒。其果实在成熟之前被采集，并被仔细地加以干燥处理。荜澄茄的贸易由其干燥的浆果组成，乾漿果在外观上类似于黑胡椒，但比黑胡椒多了梗柄——即“尾胡椒”的“尾巴”。在干燥过程中，果皮会产生褶皱，颜色也会从灰棕色变为黑色。其种子很硬，呈现白色并富含植物油。荜澄茄的气味被描述为一种让人愉快的香味。其味辛辣刺鼻，有些微苦味。荜澄茄音譯自梵語，不過這個梵語詞原本是指味道酸甜的白花酸藤果。
荜澄茄通过印度与阿拉伯人之间的贸易传向欧洲。古法语中的quibibes一词来自于阿拉伯语中起源未明的kababah（كبابة），英文名称cubeb则来自古法语。荜澄茄首先以阿拉伯名字出现在炼金术著作中。在约翰·帕金森的著作《Theatrum Botanicum》中，他提到葡萄牙国王在1640年前后下令禁止销售荜澄茄，以促进黑胡椒的贸易。在19世纪的欧洲，荜澄茄贸易曾因其医学用途而经历了一段短暂的复兴，但是此后它在欧洲市场几乎消失。在西方，它仍然被用作琴酒与香烟的香味剂；在印度尼西亚与非洲则被用作食物的佐料。

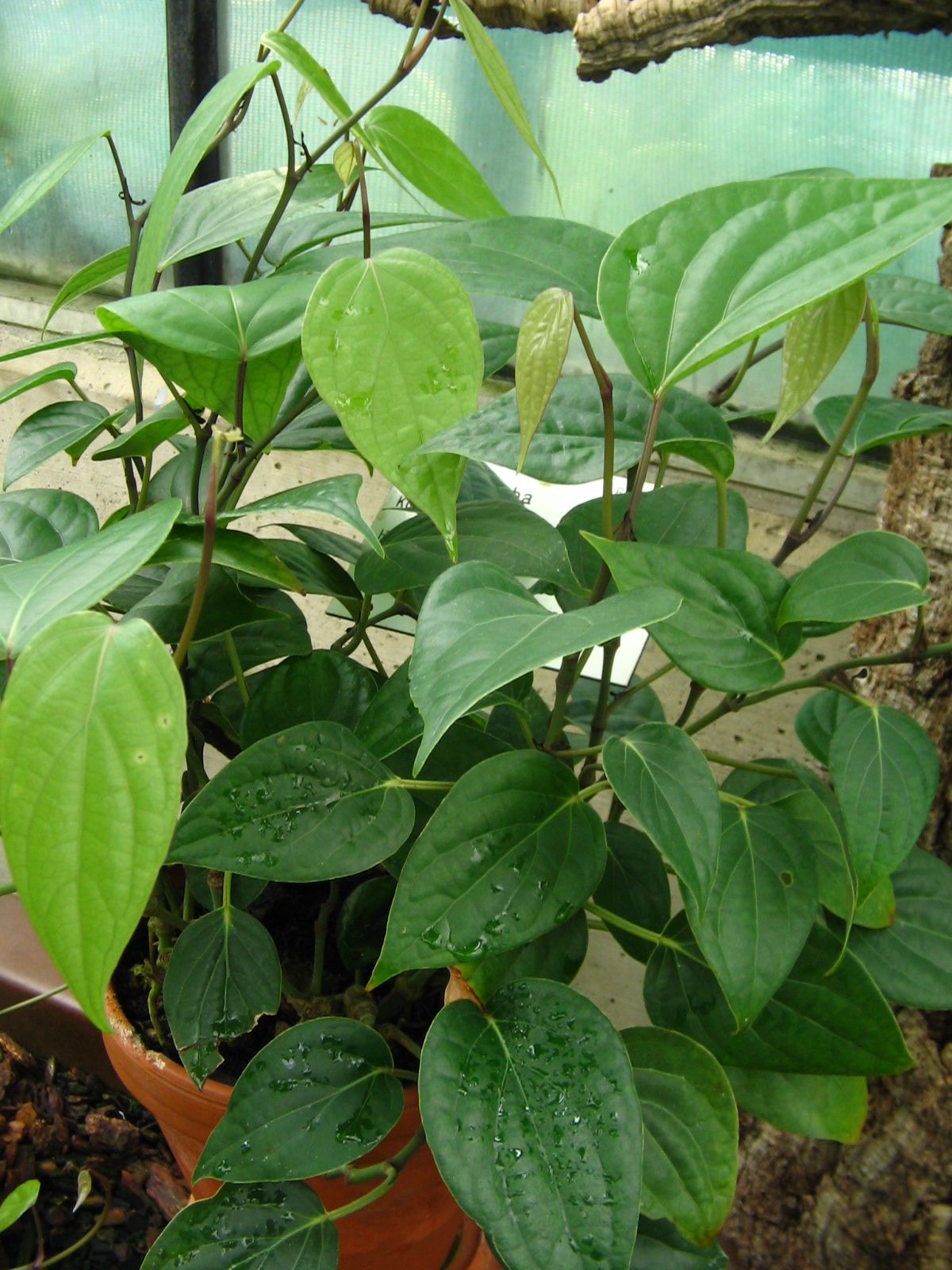
植株
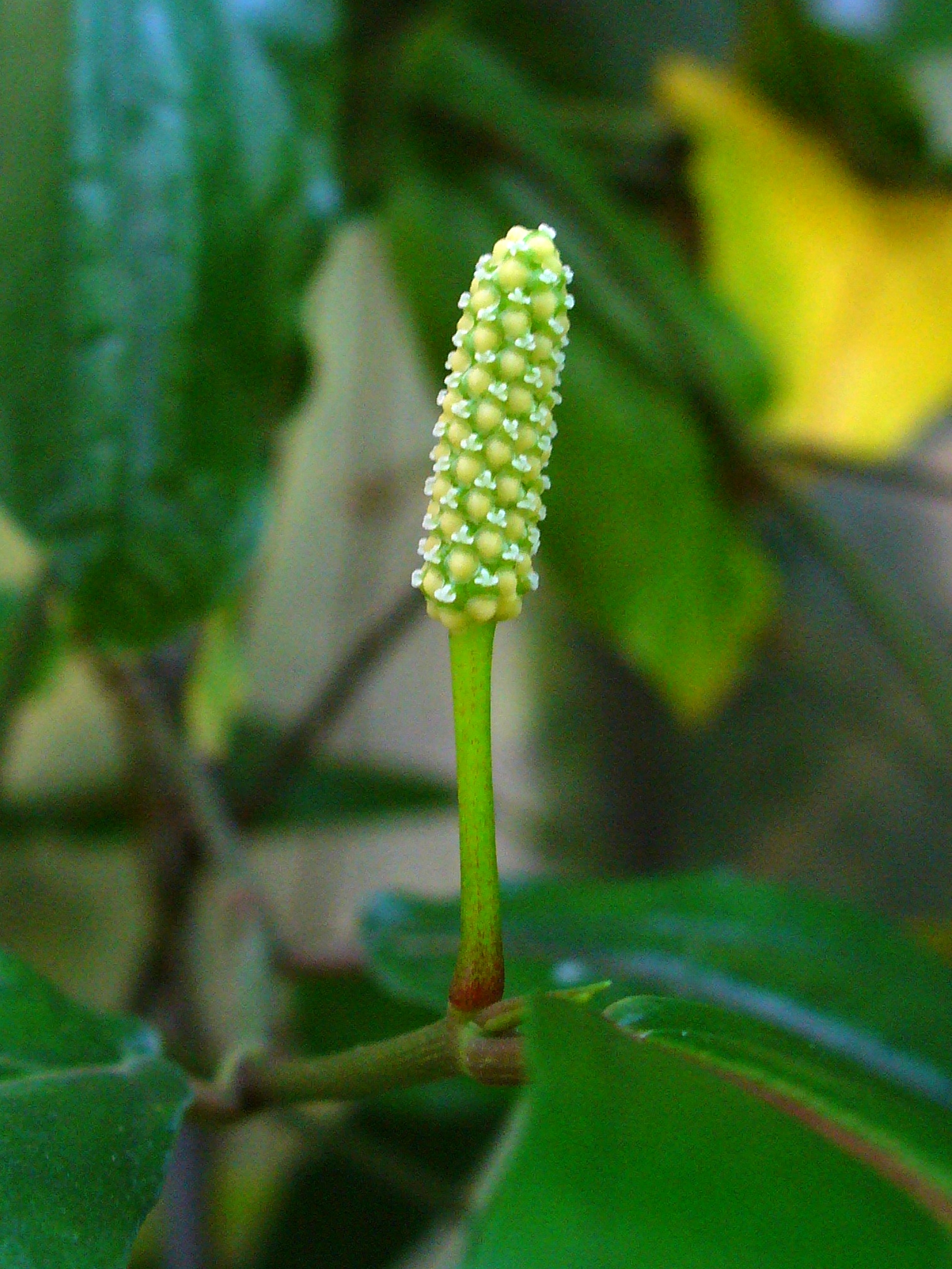
果
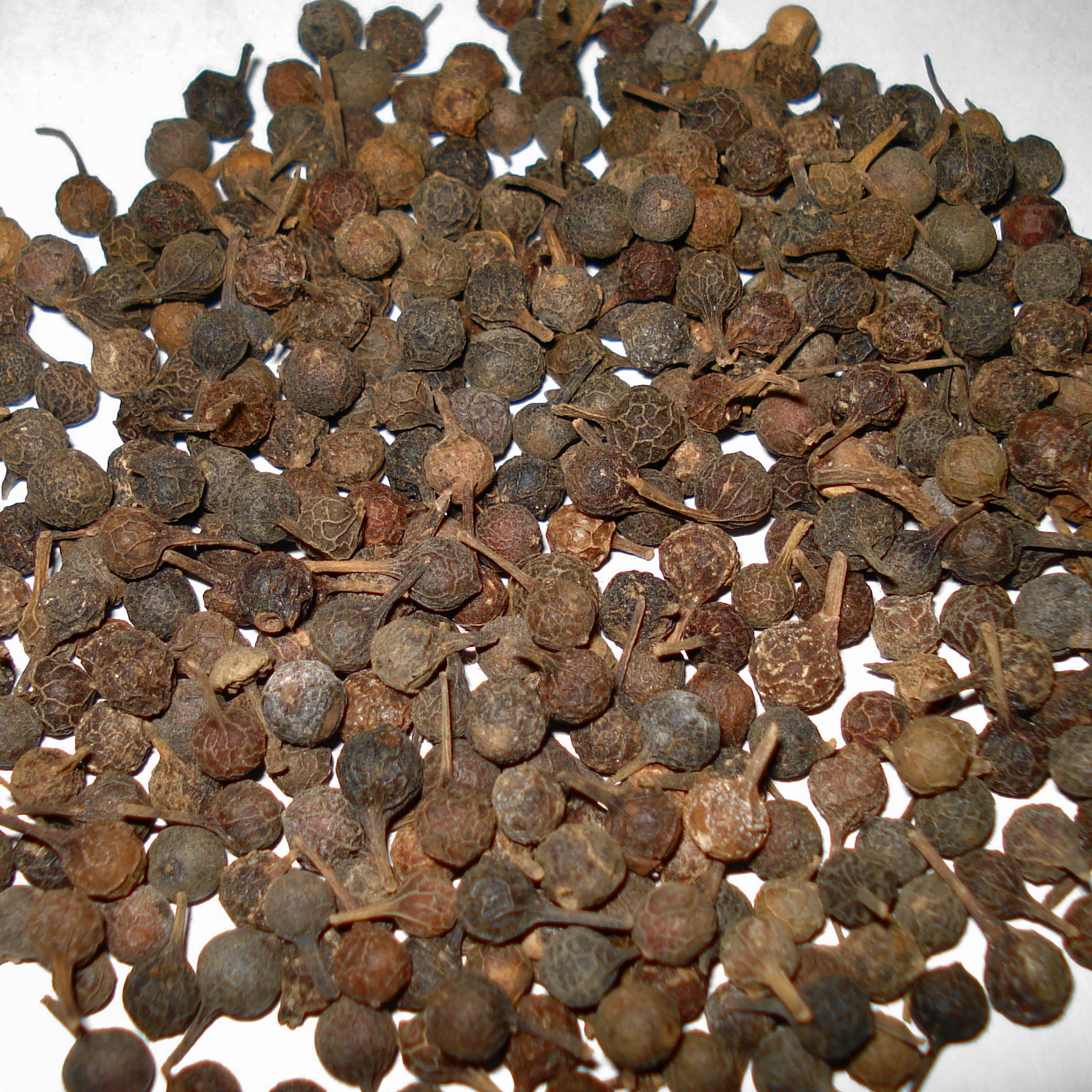
乾燥果

## 历史
在公元前4世纪，西奥佛雷特斯提到了“komakon”，可将其与肉桂混合后作为芳香剂的成分。公元16世纪，吉勒梅·巴德与克劳狄斯·萨尔马修斯认为komakon就是荜澄茄，也许是因为爪哇语中的荜澄茄与“kumukus”的发音相似。这个误解造成了一个奇怪的事实——在西奥佛雷特斯之前，希腊人便与远在太平洋的爪哇人有了贸易联系。希腊人不可能从其它地方获得荜澄茄，因为爪哇的种植者们通过烤焦浆果使其绝育，并确保其不在其他地区种植，以维护他们的垄断权。
在中国的唐朝时期，荜澄茄从苏门答腊的室利佛逝传入中国。在印度，这种香辛料被叫做“kabab chini”，意即“中国荜澄茄”，也许是因为中国人也是贸易中的一环，但更有可能是因为它是与中国的贸易中的一项重要商品。在中国，它被叫做“vilenga”或“vidanga”，起源于梵语中的名称。《海药本草》的作者李珣认为它与黑胡椒生长在同样的树上；唐代的医生认为荜澄茄能化食、祛邪、黑发、香体的作用。不过，没有任何跡象表明荜澄茄在中国被用作调味品。
成书于9世纪的《一千零一夜》中，提到荜澄茄可以用于治疗不孕，这表明其已被阿拉伯人作为医药用途。荜澄茄在10世纪前后进入了阿拉伯的菜肴中。写于13世纪晚期的《马可波罗游记》中，将爪哇描述荜澄茄与其它一些高价物种的产地。14世纪，荜澄茄被鲁昂与利佩的商人以以胡椒的名义从谷物海岸运入欧洲。圣方济会的作者Francesc Eiximenis在一则14世纪的寓言故事中，描述了一名世俗的神职人员进食的习惯——在沐浴后吃掉用肉桂、荜澄茄与蛋黄混合的古怪食物，可能是被作为春药。
在欧洲，荜澄茄亦被认为有祛邪的作用。在17世纪后期，一名天主教教士卢多维科·玛丽亚·Sinistrari记录了祛邪的方法，在其中荜澄茄是一种能挡住梦魇的熏香的成分。即使在今天，他的熏香的配方还在被新异教主义的作者引用，他们也主张荜澄茄能被用于制作香袋与符咒。
在销售的禁令解除后，荜澄茄的烹饪用途戏剧性地在欧洲消失了，只有它的医学用途还延续到了19世纪。在20世纪早期，荜澄茄从印度尼西亚通过定期航班运往欧洲与美国。贸易量逐渐减少到平均每年135吨，并在1940年后实际上停止了。

## 化学成分
干的荜澄茄浆果包含有由单萜（50%桧烯、α-侧柏烯、蒈烯与1,8-桉油酚）与倍半萜烯（石竹烯、古巴烯、α-和β-荜澄茄油烯、δ-荜澄茄烯、荜澄茄醇、大根香叶烷）构成的精油。
蒸馏掉荜澄茄中的水分大约可获得15%的精油。液态的荜澄茄油烯的分子式为C15H24。常温下为淡绿色或蓝黄色的粘稠液体，有轻淡的樟木香气。After rectification with water, or on keeping, this deposits rhombic crystals of camphor of cubebs (C15H60).
荜澄茄素（C10H10O3）是存在于荜澄茄中的一种晶状物质，由叶普根尼·叔本兰与Capitaine在1839年发现。可从荜澄茄油烯、或蒸馏后剩余的残浆中分离出。

## 脚注
1. ↑  (Hess 1996，第395頁)
2. 1 2  (Katzer 1998)
3. ↑  (Cordier, Yule 1920) Chapter XXV.
4. ↑  (Schafer 1985，第151頁)
5. ↑  (Hal 2002，第32頁)
6. ↑  (Sinistrari 2004，第56-57頁). "... Incubus none the less persisted in appearing to her constantly, in the shape of an exceptionally handsome young man. At last, among other learned men, whose advice had been taken on the subject, was a very profound Theologian who, observing that the maiden was of a thoroughly phlegmatic temperament, surmised that that Incubus was an aqueous Demon (there are in fact, as is testified by Guazzo (Compendium Maleficarum, I. 19), igneous, aerial, phlegmatic, earthly, and subterranean demons who avoid the light of day), and so he prescribed a continual suffumigation in the room. A new vessel, made of earthenware and glass, was accordingly introduced, and filled with sweet calamus, cubeb seed, roots of both aristolochies, great and small cardamom, ginger, long-pepper, caryophylleae, cinnamon, cloves, mace, nutmegs, calamite storax, benzoin, aloes-wood and roots, one ounce of fragrant sandal, and three quarts of half brandy and water; the vessel was then set on hot ashes in order to force forth and upwards the fumigating vapour, and the cell was kept closed. As soon as the suffumigation was done, the Incubus came, but never dared enter the cell."
7. ↑  (Weiss 2002，第180頁).
8. ↑  (Lawless 1995，第201頁)

## 外部連結
- 蓽撥, Bibo （页面存档备份，存于） 藥用植物圖像數據庫 (香港浸會大學中醫藥學院) （繁體中文）（英文）